# フィラッチャーノ
フィラッチャーノ（伊: Filacciano）は、イタリア共和国ラツィオ州ローマ県にある、人口約460人の基礎自治体（コムーネ）。

## 地理

### 位置・広がり
ローマ県東部のコムーネ。

#### 隣接コムーネ
隣接するコムーネは以下の通り。括弧内のRIはリエーティ県所属を示す。
- フォラーノ (RI)
- ナッツァーノ
- ポッジョ・ミルテート (RI)
- ポンツァーノ・ロマーノ
- トッリータ・ティベリーナ

### 気候分類・地震分類
フィラッチャーノにおけるイタリアの気候分類 (it) および度日は、zona D, 1814 GGである。
また、イタリアの地震リスク階級 (it) では、zona 2B (sismicità media) に分類される。